# Sarcophaga vitoschana
Sarcophaga vitoschana är en tvåvingeart som först beskrevs av Günther Enderlein 1936.  Sarcophaga vitoschana ingår i släktet Sarcophaga och familjen köttflugor.
Artens utbredningsområde är Bulgarien. Inga underarter finns listade i Catalogue of Life.